# Carlos Villanueva (football)
Pour les articles homonymes, voir Carlos Villanueva.
Carlos Villanueva, né le 5 février 1986 à Viña del Mar au Chili, est un footballeur chilien.

## Palmarès
- Coupe d'Arabie saoudite : 2017